# Lichtblick Film
Lichtblick Film- und Fernsehproduktion GmbH ist eine deutsche Fernseh- und Filmproduktionsgesellschaft mit Sitz in Köln. Die Gesellschaft wurde 1986 von Joachim Ortmanns und Carl-Ludwig Rettinger gegründet. Ihnen obliegt auch die Geschäftsführung. Das Unternehmen produziert Dokumentarfilme, Doku-Serien und Spielfilme für Kino und Fernsehen. Seit Frühjahr 2014 arbeitet Lino Rettinger als Filmproduzent bei Lichtblick. Zusammen mit Produzent Martin Heisler wurde 2008 die Lichtblick Media GmbH in Berlin gegründet. Er ist alleiniger Gesellschafter und Geschäftsführer derselben.

## Produktionen

### Dokumentarfilme und Dokumentationen
- The Final Kick (1995)
- The Big Pink (1996)
- Der weiße Wal (2001)
- Moro No Brasil (2002)
- Mein Vater, seine Familie und Ich (2004)
- Im Angesicht des Todes (2004)
- Massaker (2004)
- Der Flamenco Clan (2004)
- Blutiger Sonntag (2006)
- Unter kaiserlicher Flagge / Teil 1: Die Karawane der Matrosen, Teil 2: Hetzjagd vor Kap Horn, (2006)
- Farbe des Herzens (2007)
- QI – Auf den Spuren Chinesischer Heilkunst (2008)
- Schlag. Fertig (2009)
- I Shot my Love (2010)
- Wiederkehr – My Reincarnation (2010)
- David wants to fly (2010)
- Weißes Blut (2011)
- The Substance - Albert Hoffman´s LSD (2001)
- Die Aupair-Omas (2012)
- Der Letzte Fang (2012)
- Vergiss mein nicht (2012)
- Die Hüter der Tundra (2013)
- Die schöne Krista (2013)
- Die Böhms – Architektur einer Familie (2014)
- Besessen von Dschinn
- Generation Beat Club (2015)

### Dokuserien
- Abnehmen in Essen (2000)
- Frauen am Ruder (2002)
- Die Hundeschule (2003)
- Samba für Singles (2004)
- Eisfieber (2004)
- Wiedersehen macht Freude (2005)
- Zwischen Himmel und Erde (2005)
- Delphinkinder  (2005)
- Die Bräuteschule 1958 (2007)
- Gartenträume (2011)

### Spielfilme
- Große Diebe, Kleine Diebe (1997)
- Ende der Geduld (1998)
- Die Frau, die an Dr. Fabian zweifelte (2001)
- Göttliche Intervention – Eine Chronik von Liebe und Schmerz (2002)
- Weiter als der Mond (2003)
- Allein (2004)
- Cattolica (2004)
- Ein perfekter Freund (2006)
- Zweier Ohne (2008)
- Was du nicht siehst (2009)